# Farkas Margit
Udvardi és básthi Udvardy Jenőné boldogfai Farkas Margit Gabriella Rozália (Hagyáros, Zala vármegye, 1888. február 24. – Zalaegerszeg, 1972. április 1.) földbirtokos, a Zala megyei Magyar Nők Szentkorona Szövetségének az ügyvezető elnöke, a Göcseji Egyesület társelnöke. Férje udvardi és básthi dr. Udvardy Jenő (1880–1941) magyar királyi kormányfőtanácsos, a zalaegerszegi ügyvédi kamara elnöke, Zalaegerszeg megyei város tiszti főügyésze, a legitimista Zala megyei Magyar Férfiak Szentkorona Szövetségének az alapító elnöke volt.

## Családja és származása

A boldogfai Farkas család címere.

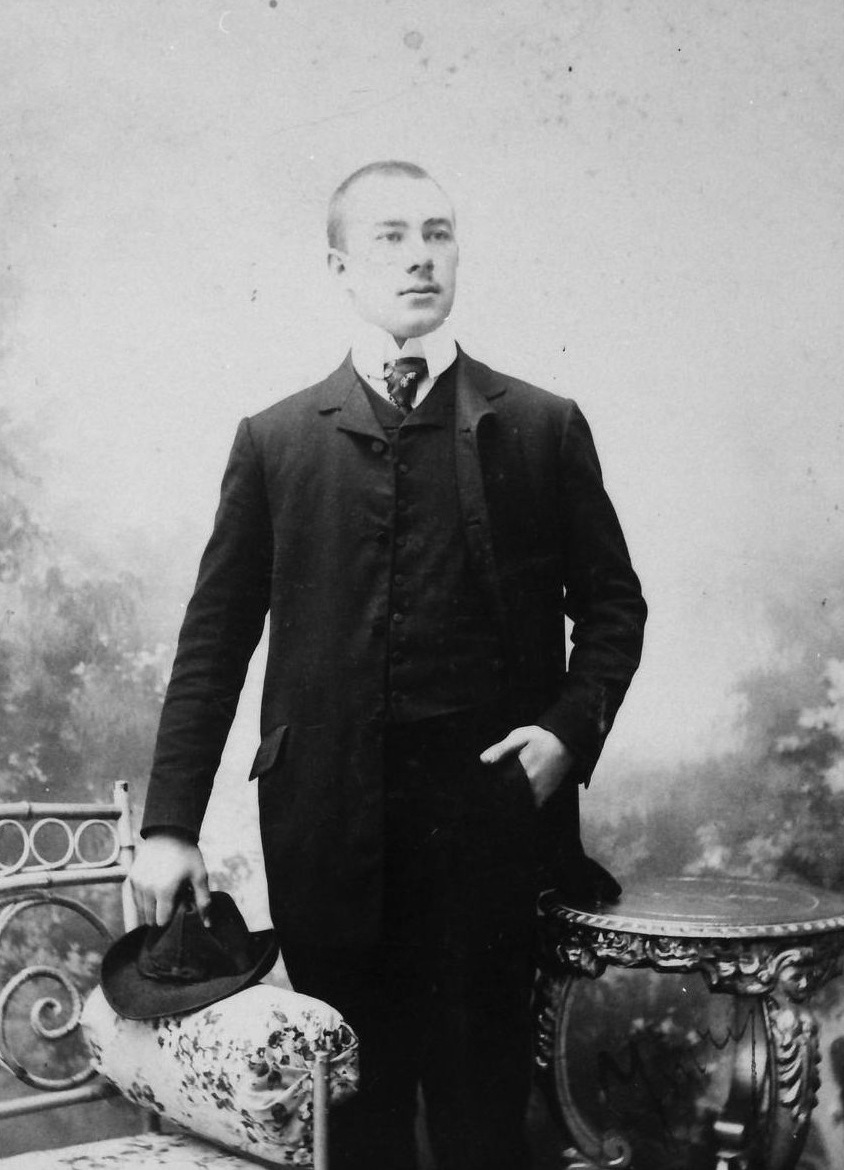
Dr. udvardi és básthi Udvardy Jenő (1880–1941), magyar királyi kormányfőtanácsos, Zalaegerszeg tiszti főügyésze, a legitimista zalamegyei Magyar Férfiak Szentkorona Szövetségének az alapító elnöke.

A régi és tekintélyes római katolikus Zala vármegyei nemesi származású boldogfai Farkas család sarja. Apja boldogfai Farkas Imre (1860–1895), hagyárosi földbirtokos, az alsobagodi római katólikus legény-egylet elnöke, anyja a zalai nemesi származású nemesvitai Viosz családból való nemesvitai Viosz Mária Karolina Rozália (1863–1935) asszony. Farkas Margit apai nagyszülei boldogfai Farkas Imre (1811–1876), a zalaegerszegi járás főszolgabírója, földbirtokos, és Horváth Alojzia (1831–1919) voltak; anyai nagyszülei nemesvitai Viosz Lajos (1836–1869), andráshidai földbirtokos, és a nemesnépi Marton családból való nemesnépi Marton Zsófia (1842–1900) voltak. Marton Zsófia, első férjének, Viosz Lajosnak a halála után házasságot kötött boldogfai Farkas Ferenc (1838–1908) földbirtokos úrral, aki majd Zala vármegye számvevője, pénzügyi számellenőre lett. Farkas Margitnak 4 keresztszülője volt: besenyői és velikei Skublics Károly úr, és az anyjának az unokatestvére, a söjtöri hajadon nemesnépi Marton Rozália (1855–1930) kisasszony, valamint az anyai nagybátyja nemesvitai Viosz Ferenc pacsai szolgabíró, és az apai nagyanyja, boldogfai Farkas Imréné Horváth Alojzia. Udvardy Jenőné Farkas Margit anyai nagybátyja, nemesvitai Viosz Ferenc (1861–1918) jogász, a nagykanizsai járás főszolgabírája, földbirtokos, valamint nagyanyja, nemesnépi Marton Zsófia második házassága révén szintén nagybátyjai dr. boldogfai Farkas István (1875–1921) jogász, a sümegi járás főszolgabírája, és vitéz boldogfai Farkas Sándor (1880–1946) ezredes, a Zala megyei vitézi rend székkapitánya voltak. Apai nagybátyjai boldogfai Farkas József (1857–1951), országgyűlési képviselő, földbirtokos, és boldogfai Farkas Gábor (1863–1925), földbirtokos voltak. Apai ágon elsőfokú unokatestvérei: boldogfai Farkas Kálmán (1880–1944), zalaszentgróti főszolgabíró, felsőbagodi földbirtokos, boldogfai dr. Farkas Tibor (1883–1940), jogász, országgyűlési képviselő, huszárkapitány, alsóbagodi földbirtokos, és boldogfai Farkas Dénes (1884–1973), országgyűlési képviselő, földbirtokos voltak. Farkas Margit első fokú unokatestvére anyai oldalon Boldogfai Farkas Sándor (1907–1970) magyar szobrász, éremművész volt.

## Élete
Farkas Margit igen korán, alig 7 évesen, veszítette el az édesapját, boldogfai Farkas Imre urat, aki tragikus halált halt: 1895. október 23-án a hagyárosi földbirtokán gőzgép használatával hordókat tisztogattatott; a hordóba a gép segélyével beeresztett gőz explodált és a szétrepesztett hordó egy dongája a közelében állt Farkas Imrét úgy halántékon találta, hogy szenvedett sérülései folytán azonnal elhunyt. Egy évvel a baleset előtt decemberben, boldogfai Farkas Imre hagyárosi birtokos, 10.000 korona erejéig biztosítást kötött a "Nemzeti Baleset-Biztosító Részvénytársaság"-nál. A társaság amint értesült arról, hogy a megrendítő gyászos baleset következtében Farkas Imre életét vesztette, a legnagyobb előzékenységgel haladék nélkül maga intézkedett a kárügy rendezéséhez szükséges okmányok beszerzése végett és ezek vételével azonnal kifizetésre utalványozta minden levonás nélkül a teljes biztosított összeget az özvegyasszony és árva lánya számára. Farkas Imre halála után az özvegyasszony irányította a birtok gazdálkodását és leányát egyedül nevelte fel. Farkas Margit a Sacré Coeurban, Grazban tanult; Farkas Margit magyarul, franciául és németül kiválóan beszélt. A kis árva leány és az édesanyja a 355 kh-as hagyárosi földbirtokot kézben tartották, azonban majd özvegy Farkas Imréné Viosz Mária úrnő halála után, lánya, Udvardyné Farkas Margit 1936-ban adta bérbe Hamburger Mátyásnak; a gazdálkodást folytató személy, nemesvitai Viosz Ferenc (1904–1983) okleveles gazda volt, Margit úrnő unokatestvére.
Margit úrnő szenvedélyes műkincsgyűjtő volt; bélyeggyűjteményének a nagy értéke közismert volt a városban. Híres volt Zalaegerszeg városában a hatalmas két szintes könyvtáráról, amelynek a könyveit több éven keresztül férjével együtt gyűjtötte össze. A zalaegerszegi Kossuth és Petőfi utcai sarkon levő lakása ismert helyszíne volt gyakori elegáns fogadásokról, amelyeken fontos országos jelentőségű személyek vettek részt. Másrészt, többször vett részt országos bridge-versenyeken élete során. Politikai nézetei leginkább royalisták, méghozzá legitimisták voltak; férjével együtt aktívan tartott kapcsolatot az akkori egyéniségekkel, akik ezt a világot képviselték. A művelt Udvardyné szintén híres volt a nagy európai üdülési körutazásairól, amelyeket legjobb barátnőjével, felsőpataki Bosnyák Gézáné saárdi Somssich Jolán (1874–1949) úrnővel, gyakran tett.
1937. augusztus 28-án, Udvardy Jenő kormányfő-tanácsost, a helyi közgyűlés Nagylengyel község díszpolgárává választotta, mivel élénken kikelt a nyilaskeresztesek ellen, akik a zalai falvakban "Dicsértessék" helyett "Bátorság"-ot köszöntenek. Udvardy Jenőné férje elveit támogatta, valamint erősen kritizálta a nyilasokat és az antiszemitizmust.
Udvardy Jenő a legitimista Zala megyei Magyar Férfiak Szentkorona Szövetségének az alapítóelnöke volt; boldogfai Farkas Margit ügyvezető elnöke volt a Zala megyei Magyar Nők Szentkorona Szövetségének (özv. Bosnyák Gézáné saárdi Somssich Jolán, valamint Bődy Zoltánné nádasdi Tersztyánszky Ilona és Tarányi Ferencné báró kölcsei Kende Gabriella elnökök mellett); 1938-ban a zalai Magyar Férfiak Szentkorona Szövetsége megalakulása után ugyancsak üdvözölte Habsburg Ottót a zalaegerszegi Magyar Nők Szentkorona Szövetsége zalaegerszegi szervezetének határosa alapján dr. Udvardy Jenőné elnöknő. Széchenyi Móric gróf a király megbízásából Udvardy Jenőnéhez köszönő levelet intézett: "Méltóságos Asszonyom ! Királyunk Őfelsége őszinte örömmel és mély hálával fogadta a Magyar Nők Szentkorona Szövetsége zalaegerszegi szervezetének gyűléséről küldött alattvalói hódolatnyilvánítását és üdvözletét. Őfelsége megbízni kegyeskedett engem, hogy köszöntésükért és királyhű érzelmeikért őszinte köszönetét tolmácsoljam mindnyájuknak. Felséges Urunk őszinte szívből kívánja, hogy a szervezet áldásosán és eredményesen működjék." Később, özvegy Udvardyné, az 1942. február 17-én megalakított Göcseji Egyesület társelnöke lett, Pehm József pápai prélátus elnök mellett.
Udvardy Jenőné Farkas Margit úrnő igazán tisztelt és közismert szereplője volt a zalaegerszegi társadalmi életnek a 20. század első felében. Ahogy szokás volt akkoriban a társasági hölgyeknél hosszú évekig aktívan foglalkozott helyi jótékonysági ügyekkel: részt vett a zalaegerszegi karácsonyfa egyesületben a sebesült katonáknak, a zalaegerszegi Szegény gyermekek karácsonyfája egyesületben, a zalaegerszegi Szent József Otthon támogatásában, a Zala megyei Tüdővészt Gondozó Egyesületben és más egyéb. Farkas Margit családfa-kutatással is foglalkozott, apai és anyai ági felmenőit a családi iratok és a levéltári anyagok alapján nagy érdeklődéssel tárta fel. Udvardyné hosszú éveken át levelezett és közeli baráti kapcsolatot ápolt Pehm (Mindszenty) József zalaegerszegi plébánossal (a magán levezésnek egy részét az Országos Széchényi Könyvtár Kézirattárában őrzik).
Férje 1941. november 21-én hunyt el és ezentúl visszafogottabban élt. A háború után kitelepítették majd az 1945-ös földreform alatt az alsóbagodi és a hagyárosi birtokát vette igénybe Megyei Tanács az özvegytől elkobozva. Zalaegerszegen lakott továbbra is de a Landorhegyi út 14-es számú házban, ahova átköltöztették a Kossuth Lajos utcai Udvardy-házból. Az új lakóhelyén a magán könyvgyűjteményét helyi kölcsönkönyvtárnak szánta. Az 1940-es évek második felében Udvardyné egészsége rohamosan kezdett romlani és onnantól fogva több éven keresztül ágyat őrzött. 1972. április 1-jén hunyt el Zalaegerszegen 84 évesen.

## Házassága
1907. február 24-én vasárnap dr. udvardi és básthi Udvardy Jenő (*Zalaegerszeg, 1880. szeptember 26. –†Zalaegerszeg, 1941. november 21.) zalaegerszegi ügyvéd tartotta eljegyzési ünnepélyét Farkas Margit úrleánnyal. 1907. november 10-én Alsóbagodban feleségül vette boldogfai Farkas Margit (1885–1972) úrleányt. Udvardy Jenő szülei udvardi és básthi Udvardy Vince (1854–1922), városi képviselő-testületnek a tagja, a zalaegerszegi állami főgimnáziumi tanára, Zala vármegye törvényhatósági bizottságnak a tagja, és a nagylengyeli születésű strauszenberghi Strausz Borbála Margit (1861–1952) úrnő voltak. Udvardy Jenő Farkas Margittal állt rokonságban; Udvardy Jenő anyai nagyszülei strauszenberghi Strausz Sándor (1831–1922), nagylengyeli földbirtokos, Zalavármegye törvényhatósági bizottsági tag, és boldogfai Farkas Krisztina (1837–1883) voltak. Az anyai nagyanyai dédszülei boldogfai Farkas Ferenc (1779–1844), jogász, Zala vármegye táblabírája, földbirtokos és Joó Borbála (1811–1881) voltak. Udvardy Jenő és Farkas Margit esküvőjén a tanúk boldogfai Farkas József, országgyűlési képviselő, és nemesvitai Viosz Ferenc, nagykanizsai főszolgabíró voltak. Udvardy Jenő és Farkas Margit házassága gyermektelen volt.

## Származása
| boldogfai Farkas Margit Gabriella Rozália (*Hagyáros, Zala vármegye, 1888. február 24. –† Zalaegerszeg, 1972. április 1.) földbirtokos, a Zala megyei Magyar Nők Szentkorona Szövetségének az ügyvezető elnöke, a Göcseji Egyesület társelnöke. | Apja: boldogfai Farkas Imre (*Felsőbagod, 1860. július 4. –†Hagyáros, Zala vármegye, 1895. október 23.) hagyárosi földbirtokos. | Apai nagyapja: boldogfai Farkas Imre János Lipót (*Boldogfa, Zala vármegye, 1811. november 16. –† Alsóbagod, Zala vármegye, 1876. május 25.) hites ügyvéd, főszolgabíró, földbirtokos, a "Zalamegyei Gazdasági Egyesület" alapító tagja. | Apai nagyapai dédapja: boldogfai Farkas János Nepomuk (*Boldogfa, Zala vármegye, 1774. június 6.–† Alsóbagod, Zala vármegye, 1847. május 5.), jogász, táblabíró, Zala vármegye helyettes első alispánja, földbirtokos. (Szülei: boldogfai Farkas János Zala vm.-i főjegyző, Zala vm.-i Ítélőszék elnöke, táblabíró, földbirtokos, és lovászi és szentmargitai Sümeghy Judit) |
| boldogfai Farkas Margit Gabriella Rozália (*Hagyáros, Zala vármegye, 1888. február 24. –† Zalaegerszeg, 1972. április 1.) földbirtokos, a Zala megyei Magyar Nők Szentkorona Szövetségének az ügyvezető elnöke, a Göcseji Egyesület társelnöke. | Apja: boldogfai Farkas Imre (*Felsőbagod, 1860. július 4. –†Hagyáros, Zala vármegye, 1895. október 23.) hagyárosi földbirtokos. | Apai nagyapja: boldogfai Farkas Imre János Lipót (*Boldogfa, Zala vármegye, 1811. november 16. –† Alsóbagod, Zala vármegye, 1876. május 25.) hites ügyvéd, főszolgabíró, földbirtokos, a "Zalamegyei Gazdasági Egyesület" alapító tagja. | Apai nagyapai dédanyja: besenyői és velikei Skublics Angéla Cecilia (*Besenyő, 1775. április 7. –†Boldogfa, 1839. november 25.) (Szülei: besenyői és velikei Skublics János és zalalövői Csapody Erzsébet) |
| boldogfai Farkas Margit Gabriella Rozália (*Hagyáros, Zala vármegye, 1888. február 24. –† Zalaegerszeg, 1972. április 1.) földbirtokos, a Zala megyei Magyar Nők Szentkorona Szövetségének az ügyvezető elnöke, a Göcseji Egyesület társelnöke. | Apja: boldogfai Farkas Imre (*Felsőbagod, 1860. július 4. –†Hagyáros, Zala vármegye, 1895. október 23.) hagyárosi földbirtokos. | Apai nagyanyja: Horváth Alojzia (*Zalaegerszeg, 1831. április 12. – † Alsóbagod, 1919. február 15.), földbirtokos asszony | Apai nagyanyai dédapja: Horváth Imre (Zalaegerszeg, 1793. október 29. – Alsóbagod, 1865. június 22.) zalaegerszegi szíjártó (Szülei: Horváth András és Kerlin Erzsébet) |
| boldogfai Farkas Margit Gabriella Rozália (*Hagyáros, Zala vármegye, 1888. február 24. –† Zalaegerszeg, 1972. április 1.) földbirtokos, a Zala megyei Magyar Nők Szentkorona Szövetségének az ügyvezető elnöke, a Göcseji Egyesület társelnöke. | Apja: boldogfai Farkas Imre (*Felsőbagod, 1860. július 4. –†Hagyáros, Zala vármegye, 1895. október 23.) hagyárosi földbirtokos. | Apai nagyanyja: Horváth Alojzia (*Zalaegerszeg, 1831. április 12. – † Alsóbagod, 1919. február 15.), földbirtokos asszony | Apai nagyanyai dédanyja: Prunner Rozália (Szombathely, 1797. december 27. – Alsóbagod, 1865. január 11.) (Szülei: Prunner Mihály és Petkó Erzsébet) |
| boldogfai Farkas Margit Gabriella Rozália (*Hagyáros, Zala vármegye, 1888. február 24. –† Zalaegerszeg, 1972. április 1.) földbirtokos, a Zala megyei Magyar Nők Szentkorona Szövetségének az ügyvezető elnöke, a Göcseji Egyesület társelnöke. | Anyja: nemesvitai Viosz Mária Karolina Rozália (*Andráshida, 1863. október 28. – †Zalaegerszeg, 1935. szeptember 1.)            | Anyai nagyapja: nemesvitai Viosz Lajos (*Andráshida, 1836. június 1. - †Andráshida, 1869. június 29.), földbirtokos, a "Zalamegyei Gazdasági Egyesület" alapító tagja.                                                                   | Anyai nagyapai dédapja: nemesvitai Viosz Imre Tódor (*Nemesvita, 1787. november 10.–†?) jogász, földbirtokos, táblabíró (Szülei: nemesvitai Viosz József, földbirtokos, és sidi Sidy Katalin) |
| boldogfai Farkas Margit Gabriella Rozália (*Hagyáros, Zala vármegye, 1888. február 24. –† Zalaegerszeg, 1972. április 1.) földbirtokos, a Zala megyei Magyar Nők Szentkorona Szövetségének az ügyvezető elnöke, a Göcseji Egyesület társelnöke. | Anyja: nemesvitai Viosz Mária Karolina Rozália (*Andráshida, 1863. október 28. – †Zalaegerszeg, 1935. szeptember 1.)            | Anyai nagyapja: nemesvitai Viosz Lajos (*Andráshida, 1836. június 1. - †Andráshida, 1869. június 29.), földbirtokos, a "Zalamegyei Gazdasági Egyesület" alapító tagja.                                                                   | Anyai nagyapai dédanyja: miskei és monostori Thassy Mária (*Zalalövő, 1797. július 25.–† Nemesvid, 1873. február 16.) (Szülei: miskei és monostori Thassy Mihály, földbirtokos, és csengeri Háczky Anna) |
| boldogfai Farkas Margit Gabriella Rozália (*Hagyáros, Zala vármegye, 1888. február 24. –† Zalaegerszeg, 1972. április 1.) földbirtokos, a Zala megyei Magyar Nők Szentkorona Szövetségének az ügyvezető elnöke, a Göcseji Egyesület társelnöke. | Anyja: nemesvitai Viosz Mária Karolina Rozália (*Andráshida, 1863. október 28. – †Zalaegerszeg, 1935. szeptember 1.)            | Anyai nagyanyja: nemesnépi Marton Zsófia (*Nemesnép, 1842. augusztus 18. – †Andráshida, 1900. április 19.) földbirtokos asszony | Anyai nagyanyai dédapja: nemesnépi Marton József (Andráshida, 1797. április 5. – Andráshida, 1858. június 16.) jogász, zalai táblabíró, alszolgabíró, esküdt, andráshidai földbirtokos (Szülei: nemesnépi Marton György alszolgabíró, táblabíró, az 1809.évi nemesi felkelés alhadnagya, földbirtokos, és petrikeresztúri Patay Rozália)                                     |
| boldogfai Farkas Margit Gabriella Rozália (*Hagyáros, Zala vármegye, 1888. február 24. –† Zalaegerszeg, 1972. április 1.) földbirtokos, a Zala megyei Magyar Nők Szentkorona Szövetségének az ügyvezető elnöke, a Göcseji Egyesület társelnöke. | Anyja: nemesvitai Viosz Mária Karolina Rozália (*Andráshida, 1863. október 28. – †Zalaegerszeg, 1935. szeptember 1.)            | Anyai nagyanyja: nemesnépi Marton Zsófia (*Nemesnép, 1842. augusztus 18. – †Andráshida, 1900. április 19.) földbirtokos asszony | Anyai nagyanyai dédanyja: verbói Szluha Rózália (Szentgyörgyvölgy, 1816. február 22. - Andráshida, 1883. július 9.) (Szülei: verbói Szluha János seborvos, földbirtokos és nemes Kováts Zsuzsanna) |